# Stančići (Serbia)
Stančići (cyr. Станчићи) – wieś w Serbii, w okręgu morawickim, w mieście Čačak. W 2011 roku liczyła 331 mieszkańców.